# Ескери, Ози

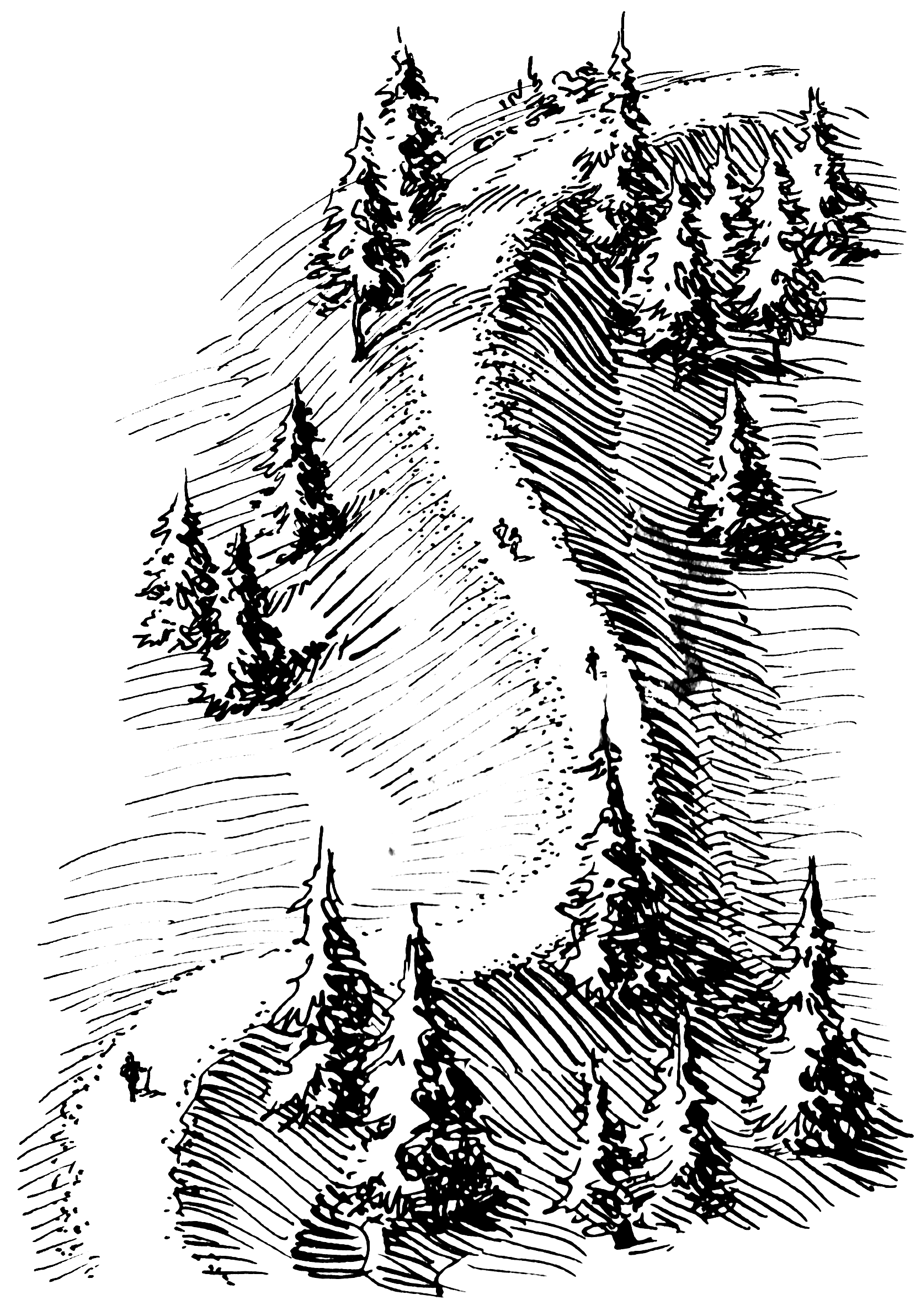
Ескер використовується як пішохідна доріжка

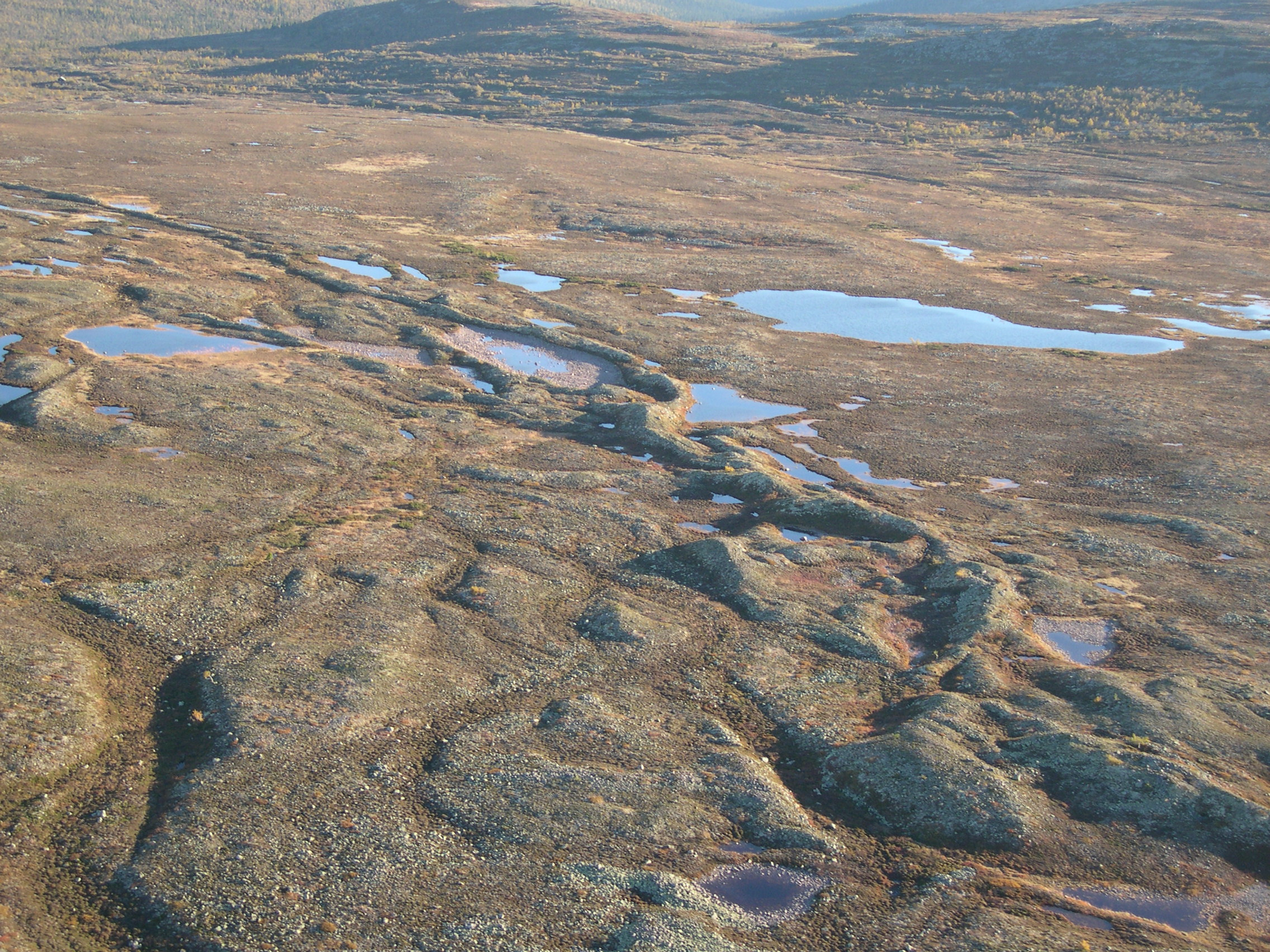
Ози, ескери Швеції.

 Ескери, Ози (рос. озы, эскеры; англ. eskers; нім. Ose n pl, Esker m pl, Äsar m, Eskerrücken m, Wallberge m pl) — валоподібні звивисті пасма відкладів піску, гальки, гравію, валунів, утворені потоками талих вод льодовиків.

## Етимологія
Термін esker походить від ірландського слова eiscir (давньоірландське: escir), що означає «хребет або піднесення, особливо те, що розділяє дві рівнини або западини». Ірландське слово eiscir використовувалося і використовується, зокрема, для опису довгих звивистих хребтів, які тепер, як відомо, є відкладеннями флювіо-льодовикового матеріалу. Найвідомішим прикладом є Ескер Ріада, який проходить майже по всій ширині Ірландії від Дубліна до Голвея, на відстань 200 км (120 миль), і досі близько до нього йде головна дорога Дублін — Голвей.

## Загальний опис
Утворені в четвертинний льодовиковий період. Типову вузьку витягнуту форму оз обумовили льодовики та тала вода, що стікала з них. Ця насипоподібна форма рельєфу з відкладень талої води є елементом надземно-моренного ландшафту. 
Ози мають висоту до 20–50 м і більше, ширину від 100–200 м до 1–2 км і довжину до 30–40 км, рідше кількох сотень кілометрів.
За кордоном акумулятивні форми рельєфу водно-льодовикового походження (ози, ками, дельтово-льодовикові тераси та ін.) об'єднуються терміном «ескери».

## Геологія
Вважається, що більшість ескерів утворилася в тунелях з льодовими стінами завдяки потокам, які протікали всередині та під льодовиками. Вони, як правило, утворювалися приблизно під час льодовикового максимуму, коли льодовик був повільним і млявим. Після того, як підпірні льодові стіни розтанули, відкладення струмків залишилися у вигляді довгих звивистих хребтів.
Ескери також можуть утворюватися над льодовиками шляхом накопичення осаду в надльодовикових каналах, у тріщинах, у лінійних зонах між застійними блоками або у вузьких затоках на краях льодовика. Ескери утворюються поблизу кінцевої зони льодовиків, де лід рухається не так швидко і відносно тонкий.

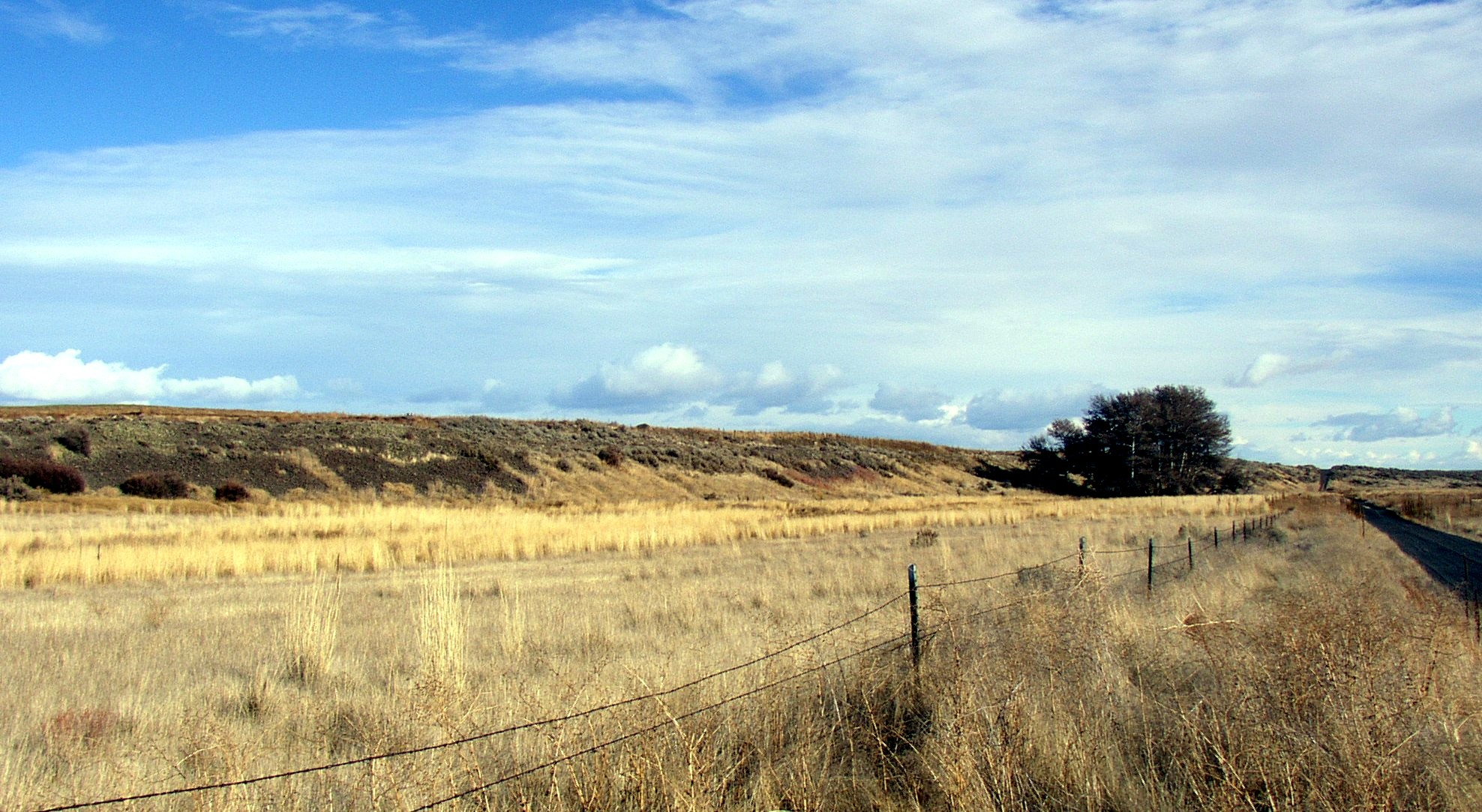
Ескер Сімс Корнер Ескерс і Камеса, національна природна пам'ятка, Вашингтон, США. (Дерева на краю хребта та односмугова дорога, що перетинає хребет праворуч від фотографії, забезпечують масштаб.)

Пластичний потік і танення базального льоду визначає розмір і форму підлідного тунелю. Це, у свою чергу, визначає форму, склад і структуру ескеру. Ескери можуть існувати як один канал або можуть бути частиною розгалуженої системи з притоками ескерів. Вони не часто зустрічаються як безперервні хребти, але мають проміжки, які розділяють звивисті сегменти. Гребені хребта ескерів зазвичай нерівні, як правило, горбкуваті. Ескери можуть бути плоскими або гостроверхими з крутими боками. Вони можуть досягати сотень кілометрів у довжину і зазвичай 20–30 м у висоту.
Ескери рухалися в напрямку льодовикового потоку, що змушувало їх потрапляти в найнижчі можливі точки, такі як долини або річища. 
Концентрація кам’яних уламків у льоду та швидкість, з якою осад доставляється в тунель шляхом плавлення та транспортування вище за течією, визначає кількість осаду в ескері. Осад, як правило, складається з грубозернистого, викладеного водою піску та гравію, хоча гравійний суглинок може бути знайдений там, де уламки порід багаті глиною. Цей осад стратифікований і відсортований і зазвичай складається з матеріалу розміром з гальку/бруківку з випадковими валунами. Підстилка може бути нерегулярною, але майже завжди присутня.
Існують різні випадки, коли внутрішні дюни розвивалися поруч з ескерами після дегляціації. Ці дюни часто зустрічаються з підвітряного боку ескерів, якщо ескери не орієнтовані паралельно переважаючим вітрам. Приклади дюн, утворених на ескерах, можна знайти як у шведській, так і у фінській Лапландії.
У западинах ескерів можуть утворюватися озера. Ці озера можуть не мати поверхневих витоків і припливів і мати різкі коливання з часом.

## Поширення
Поширені у Швеції, Фінляндії, Канаді (Британська Колумбія), Німеччині, Данії, Польщі, Норвегії, Ісландії, Гренландії, Англії, Ірландії, Шотландії, Мавританії, країнах Балтії та РФ (Ленінградська область), Північній Америці (зокрема, Великий ескерний парк). У штаті Мічиган, переважно на півдні центральної частини Нижнього півострова, є понад 1000 ескерів. Найдовший ескер у Мічигані — 35-кілометровий (22 милі) Мейсон Ескер..
Системи ескерів у штаті Мен можна простежити на відстані до 160 км.
Телон Ескер має довжину майже 800 км (500 миль) і проходить по кордону між територіями Нунавут і Північно-Західними територіями в Канаді.
На півночі штату Нью-Йорк є також численні довгі ескери.
Ескери спостерігаються і на Марсі: Рівнина Аргір та на Південному полюсі планети.